# Veli Nieminen
Veli Nieminen (n. 1 decembrie 1886, Tyrväntö⁠(d), Marele Principat al Finlandei, Imperiul Rus – d. 1 aprilie 1936, Hämeenlinna, Häme Province⁠(d), Finlanda) a fost un trăgător de tir ce a reprezentat Finlanda, medaliat olimpic. A participat la 3 ediții ale Jocurilor Olimpice (1908, 1920, 1924) în care a câștigat o medalie de bronz.